# Тананаева, Лариса Ивановна
Лариса Ивановна Тананаева (род. 1930) — советский и российский искусствовед и педагог, специалист в области искусства Центрально-Восточной Европы и Латинской Америки, 
доктор искусствоведения (1991). Почётный член РАХ  (2017). Главный научный сотрудник Государственного института искусствознания.

## Биография
Родилась 13 декабря 1930 года в Москве.
С 1959 по 1964 год обучалась на Отделении истории и теории искусства исторического факультета МГУ. С 1964 по 1968 год обучалась в аспирантуре при этом отделении. С 1968 года на научно-педагогической работе во ВНИИ искусствознания — ГИИ на должностях научный сотрудник, старший научный сотрудник, ведущий научный сотрудник и главный научный сотрудник сектора искусства стран Центральной Европы в отделе изучения региональных культур.
Основная научно-педагогическая деятельность Л. И. Тананаевой связана с вопросами в области искусства Центрально-Восточной Европы и Латинской Америки, была автором научного альманаха «Советское искусствознание» и членом редакционного совета журнала «Искусствознание». Л. И. Тананаева является автором многочисленных научных трудов, в том числе монографий «Польское изобразительное искусство эпохи Просвещения: Живопись : Рисунок» (М.: 1968), «Сарматский портрет: из истории польского портрета эпохи барокко» (М.: 1979), «Карел Шкрета : Из истории чеш. живописи эпохи барокко» (1990: ISBN 5-210-00009-5), «Пражский художественный центр на рубеже XVI-XVII веков и развитие искусства в Восточной Европе этого времени» (М.: 1992), «Рудольфинцы: пражский художественный центр на рубеже XVI—XVII вв.» (1996: ISBN 5-02-011259-3), «Между Андами и Европой: шесть очерков об искусстве вице-королевства Перу» (2003: ISBN 5-86007-270-8), «Три лика польского модерна : Выспяньский, Мехоффер, Мальчевский» (2006: ISBN 5-89329-825-3), «Польская культура в зеркале веков» (2007: ISBN 5-85646-175-4), «Польское искусство и литература: от символизма к авангарду» (2008: ISBN 978-5-91419-123-5), «О маньеризме и барокко: очерки искусства Центрально-Восточной Европы и Латинской Америки конца XVI-XVII века : Чехия, Польша, Перу» (2012: ISBN 978-5-89826-410-9). 
В 1968 году защитила диссертацию на соискание учёной степени  кандидат искусствоведения по теме: «Развитие польского изобразительного искусства эпохи просвещения : К вопросу о становлении национальной школы польского искусства нового времени», в 1991 году — доктор искусствоведения по её монографии «Пражский художественный центр на рубеже XVI—XVII веков и развитие искусства в Восточной Европе этого времени». В 2017 году была избрана — Почётным членом РАХ. 